# Judo na Igrzyskach Afrykańskich 2015
Judo na Igrzyskach Afrykańskich 2015 odbywało się w dniach 13–15 września 2015 roku w Brazzaville. W zawodach wzięło udział 223 zawodników z 36 krajów.

## Podsumowanie

### Klasyfikacja medalowa
| Klasyfikacja medalowa | Klasyfikacja medalowa    | Klasyfikacja medalowa | Klasyfikacja medalowa | Klasyfikacja medalowa | Klasyfikacja medalowa |
| Miejsce               | Państwo                  | Złoto                 | Srebro                | Brąz                  | Razem                 |
| --------------------- | ------------------------ | --------------------- | --------------------- | --------------------- | --------------------- |
| 1.                    | Algieria                 | 7                     | 4                     | 1                     | 12                    |
| 2.                    | Egipt                    | 3                     | 1                     | 3                     | 7                     |
| 3.                    | Tunezja                  | 2                     | 6                     | 5                     | 13                    |
| 4.                    | Kamerun                  | 1                     | 0                     | 4                     | 5                     |
| 5.                    | Angola                   | 1                     | 0                     | 1                     | 2                     |
| 6.                    | Gabon                    | 0                     | 1                     | 1                     | 2                     |
| 6.                    | Wybrzeże Kości Słoniowej | 0                     | 1                     | 1                     | 2                     |
| 8.                    | Gambia                   | 0                     | 1                     | 0                     | 1                     |
| 9.                    | Nigeria                  | 0                     | 0                     | 3                     | 3                     |
| 9.                    | Senegal                  | 0                     | 0                     | 3                     | 3                     |
| 11.                   | Ghana                    | 0                     | 0                     | 2                     | 2                     |
| 12.                   | Gwinea Bissau            | 0                     | 0                     | 1                     | 1                     |
| 12.                   | Kongo                    | 0                     | 0                     | 1                     | 1                     |
| 12.                   | Mozambik                 | 0                     | 0                     | 1                     | 1                     |
| 12.                   | Południowa Afryka        | 0                     | 0                     | 1                     | 1                     |
| Razem                 | Razem                    | 14                    | 14                    | 28                    | 56                    |

### Medaliści
| Konkurencja    | 1. miejsce                | 2. miejsce               | 3. miejsce                                   |           |
| Mężczyźni      | Mężczyźni                 | Mężczyźni                | Mężczyźni                                    | Mężczyźni |
| -------------- | ------------------------- | ------------------------ | -------------------------------------------- | --------- |
| do 60 kg       | Ahmad Abd ar-Rahman       | Kamel Haroune            | Fraj Dhouibi Nayr Garcia Pedro               |           |
| do 66 kg       | Hud Zurdani               | Ali Abdelmouaty          | Harnold Koussou Ouvelou Mohamed Abdelmawgoud |           |
| do 73 kg       | Mohamed Mohyeldin         | Faye Njie                | Emmanuel Nartey Edson Madeira                |           |
| do 81 kg       | Mohamed Abdelaal          | Paul Kibikai             | Abdelaziz Ben Ammar Ali Hazem                |           |
| do 90 kg       | Abderrahmane Benamadi     | Oussama Snoussi          | Dieudonne Dolassem Zack Piontek              |           |
| do 100 kg      | Iljas Bu Jakub            | Anis Ben Khaled          | Baboukar Mane Seidou Nji Mouluh              |           |
| powyżej 100 kg | Faicel Jaballah           | Bilal Zouani             | Deo Gracia Ngokaba Khaled Selim              |           |
| Kobiety        |                           |                          |                                              |           |
| do 48 kg       | Sabrina Saidi             | Olfa Saoudi              | Taciana Cesar Fatima Bashir                  |           |
| do 52 kg       | Djazia Haddad             | Hela Ayari               | Franca Audu Salimata Fofana                  |           |
| do 57 kg       | Ratiba Tariket            | Zouleiha Abzetta Dabonne | Léa Buet Hortense Diédhiou                   |           |
| do 63 kg       | Hélène Wezeu Dombeu       | Souad Bellakehal         | Szandra Szögedi Meriem Bjaoui                |           |
| do 70 kg       | Antónia Moreira de Fátima | Houda Miled              | Aicha Benabderrahmene Nihel Bouchoucha       |           |
| do 78 kg       | Kaouthar Ouallal          | Sarra Mzougui            | Rita Ebere Hortence Atangana                 |           |
| powyżej 78 kg  | Nihel Cheikh Rouhou       | Sonia Asselah            | Sahar Trabelsi Nadine Wetie Diodjo           |           |